# Shuangpu (socken i Kina, Zhejiang)
Shuangpu (kinesiska: 双朴, 双朴乡) är en socken i Kina. Den ligger i provinsen Zhejiang, i den östra delen av landet, omkring 280 kilometer söder om provinshuvudstaden Hangzhou. Shuangpu ligger på ön Tongtou Dao.
Genomsnittlig årsnederbörd är 2 049 millimeter. Den regnigaste månaden är juni, med i genomsnitt 283 mm nederbörd, och den torraste är juli, med 78 mm nederbörd.